# 穆斯林女性體育

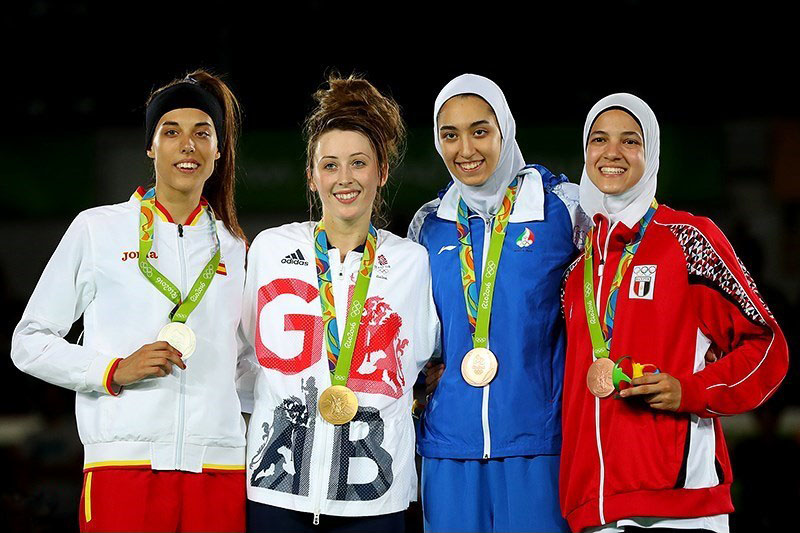
Taekwondo medalists from Spain, Britain, Iran and Egypt at Rio Olympics, 2016

自7世紀初期伊斯蘭教開始和穆罕默德與妻子阿伊莎（Aisha）賽跑以來，穆斯林婦女就一直參與體育運動。現代穆斯林女運動員在各種運動中都取得了成功，包括排球、網球、足球、擊劍和籃球。在2016年夏季奧林匹克運動會中，14位穆斯林婦女獲得了獎牌，參加了各種各樣的體育運動。
儘管如此，從學校和業餘運動到國際比賽，穆斯林婦女在體育領域的人數仍然不足。原因可能包括文化或家庭壓力，缺乏合適的設施和計劃，以及禁止伊斯蘭頭巾蓋頭。穆斯林婦女利用體育作為賦權手段，致力於健康和福祉，婦女權利和教育。

## 職業體育
部分項目因為比賽公平考量，所以像射擊、劍擊等是較普遍認為可以戴頭巾比賽的項目，部分項目當前或過去不允許婦女包頭巾或將比賽服裝包覆全身。

### 足球
伊斯蘭合作組織(OIC) 的幾個成員國都舉辦了大型協會足球比賽。[引證需要]歐足聯的阿塞拜疆主辦了2012 年國際足聯 U-17 女子世界杯，並創造了該賽事的平均上座率記錄（自 2014 年被哥斯達黎加打破）；本屆世界杯的官方吉祥物是 Top Top Girl ( Top Top Qız )，一個臉頰上畫著阿塞拜疆國旗的年輕女孩。約旦將舉辦2016 年國際足聯 U-17 女足世界杯，這是第一次在中東任何地方舉辦的女足世界杯。
- Fatmire Alushi

### 擊劍
- 伊卜提哈杰·穆罕默德

### 花樣滑冰
- 查赫拉·拉里

### 舉重
- 萨拉·艾哈迈德

## 體育教育
一些職業和半職業體育聯盟特別注重為婦女和女孩提供接受教育的機會。

## 另見
- 伊斯蘭團結運動會
- 土耳其女运动员
- 女子伊斯兰运动会
- 女子體育